# Aloïs Bruwier
Aloïs Bruwier (Ichtegem, 27 januari 1857 - 24 juli 1939) was een Belgisch arts, Vlaams activist en lid van de Raad van Vlaanderen.

## Levensloop
Leerling aan het Klein Seminarie van Roeselare (1870-1876), vriend van Albrecht Rodenbach, nam hij deel in juli 1875 aan de Groote Stooringe, de rebelse en ludieke actie tegen de leiding van de school.
Hij behoorde tot de groep die vanaf de zomer 1875 op vele plaatsen in West-Vlaanderen Vlaamsgezinde 'spelersgilden' oprichtte. Vanaf oktober 1876 werkte hij mee binnen het groepje rond Albrecht Rodenbach, om in Leuven meer actie op te wekken onder de Vlaamsgezinde studenten. Dit betekende onder meer de oprichting van de Sint-Tillogilde, van een koorgilde en een toneelgilde, van een studentenafdeling van het Davidsfonds. Bij de uitvaart van Rodenbach sprak Bruwier de lijkrede uit namens de Leuvense studenten.
De Vlaamsgezinde activiteiten waren niet altijd een succes. De Vlaamsche Studentenbond en Het Pennoen mislukten. Bruwier werkte daarom mee met nieuwe generaties studenten bij de oprichting van de West-Vlaamse gouwgilde (1883) en van een nieuwe West-Vlaamse spelersgilde (1879-1881). Hij ondersteunde Vlaamsgezinde nieuwe publicaties zoals Kwaepenninck, De Tassche en De Vlaamsche Wekker.
In 1884 vestigde hij zich als arts in Ichtegem. Hij trad toe tot de redactie van De Vlaamsche Vlagge, die een meer radicale koers ging varen. Hij werd ook ondervoorzitter van de Oud-Hoogstudentenbond van West-Vlaanderen.
Tijdens de Eerste Wereldoorlog sloot hij zich aan bij het activisme en werd lid van de activistische Gouwraad van West-Vlaanderen. In 1918 werd hij lid van de kortstondige Tweede Raad van Vlaanderen. Dit bracht mee dat hij na de oorlog veroordeeld werd tot vijf jaar hechtenis. Hij oefende vervolgens zijn beroep verder uit in Ichtegem.
Hij bleef lid van de Swighende Eede, de beschermheer van de Vlaamsche Vlagge. In 1925 werd hij als historische blauwvoeter gevierd op het congres van de Vlagge. Ondanks de veroordeling door bisschop Gustavus Josephus Waffelaert bleef hij het AKVS steunen, en was aanwezig op de Rodenbachhulde die door deze organisatie in 1930 werd georganiseerd. Toen de katholieke hiërarchie het concurrerende Jong Volkse Front oprichtte, dat in 1933 een manifestatie organiseerde bij het standbeeld van Rodenbach, stond de zesenzeventigjarige Bruwier onder de protesterenden bij het standbeeld en deze manifestatie bestempelden als een misbruik van Rodenbach door België en zijn trawanten.
In Ichtegem bestaat een Dokter Bruwierlaan.